# Hisao Shinagawa
Hisao Shinagawa (né en 1946) est un compositeur et un artiste japonais qui vit à Los Angeles.
Le court métrage du réalisateur Masahiro Sugano montre la vie quotidienne de Shinagawa. Le documentaire a été nommé pour de nombreuses récompenses, dont un Student Academy Award et un IFC2000.
En 2008, Pathfinder Pictures sort I Want to Destroy America, un documentaire de Peter I. Chang à propos de la vie de Shinagawa. Le film était précédemment connu sous le titre de Life in G-Chord et a été projeté dans de nombreux festivals de cinéma, dont l'Atlanta Underground Film Festival.